# Defensienota 1974

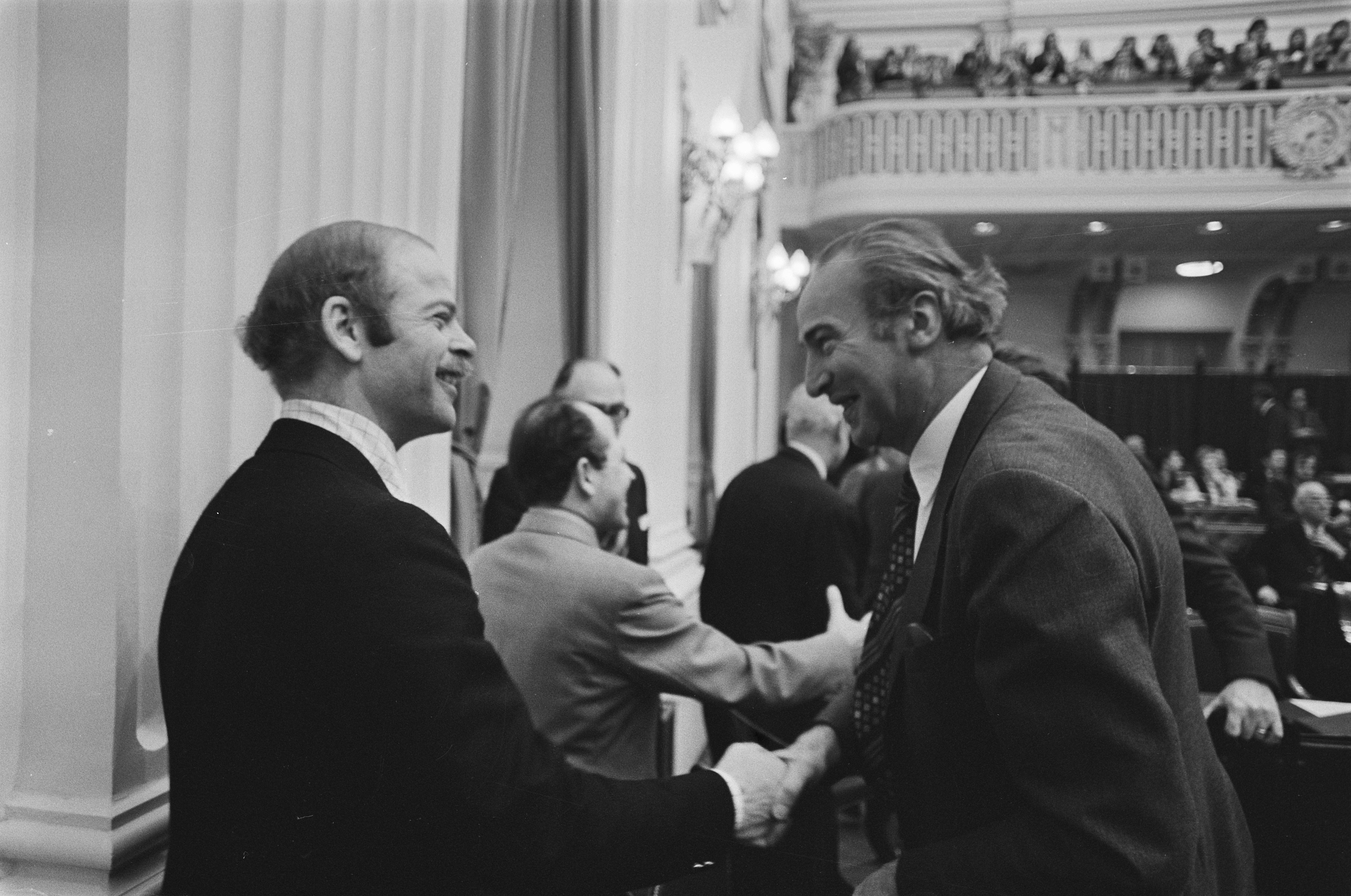
Vredeling wordt gefeliciteerd door Bas de Gaay Fortman na het aannemen van de defensienota in maart 1975.

De Defensienota 1974 was het belangrijkste beleidsstuk van het kabinet-Den Uyl op het gebied van de defensie. De nota werd onder de verantwoordelijkheid van de minister van defensie, Henk Vredeling, uitgebracht.
De defensienota droeg de titel Om de veiligheid van het bestaan: defensiebeleid in de jaren 1974-1983. Het plan had een looptijd van 10 jaar en legde de belangrijkste investeringen voor die periode vast. De nota beoogde onder een gelijktijdige personele inkrimping van de organisatie de kwaliteit van de strijdkrachten te verbeteren. Ten opzichte van de vorige begrotingsjaren ging het gedeelte dat aan militaire aankopen besteed werd omhoog van ongeveer 20% naar ongeveer 30% van de begroting. Door deze financiële injectie werd een aantal, eerder uitgestelde, aankopen en noodzakelijke moderniseringen mogelijk.
Voor de luchtmacht werd het thans mogelijk de verouderende Starfighters te vervangen en de landmacht kon volledig worden gemechaniseerd. Voor de Koninklijke Marine werd een omvangrijk nieuwbouw- en moderniseringsprogramma gestart, waarmee Nederland een belangrijker bijdrage aan de NAVO zou kunnen leveren.
In het gebied van de Lauwersmeer werden twee oefenterreinen geprojecteerd.